# ديفيد روزنباوم
ديفيد روزنباوم (بالإنجليزية: David Rosenbaum) هو صحفي أمريكي، ولد في 1 مارس 1942 في ميامي في الولايات المتحدة، وتوفي في 8 يناير 2006 في جامعة هاورد كلية الطب في الولايات المتحدة بسبب إصابة دماغية رضية.